# I Kill People
I Kill People é o segundo álbum do comediante canadense Jon Lajoie. Foi lançado em 15 de Novembro de 2010.

## Faixas
1. "I Kill People'
2. "Listening to My Penis"
3. "WTF Collective"
4. "The Birthday Song"
5. "Michael Jackson is Dead"
6. "Alone in the Universe"
7. "I Can Dance"
8. "Slightly Irresponsible"
9. "Nine to Five"
10. "Chatroulette Song"
11. "In Different Ways"
12. "Mel Gibson's Love Song"
13. "WTF Collective 2"
14. "Radio Friendly Song"